# حزب سوسیال دموکرات مستقل آلمان

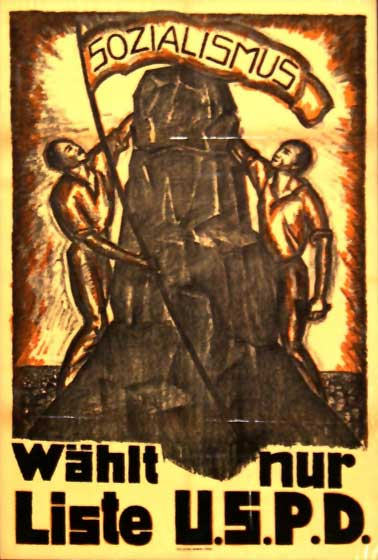
پوستر انتخابات 1919 USPD

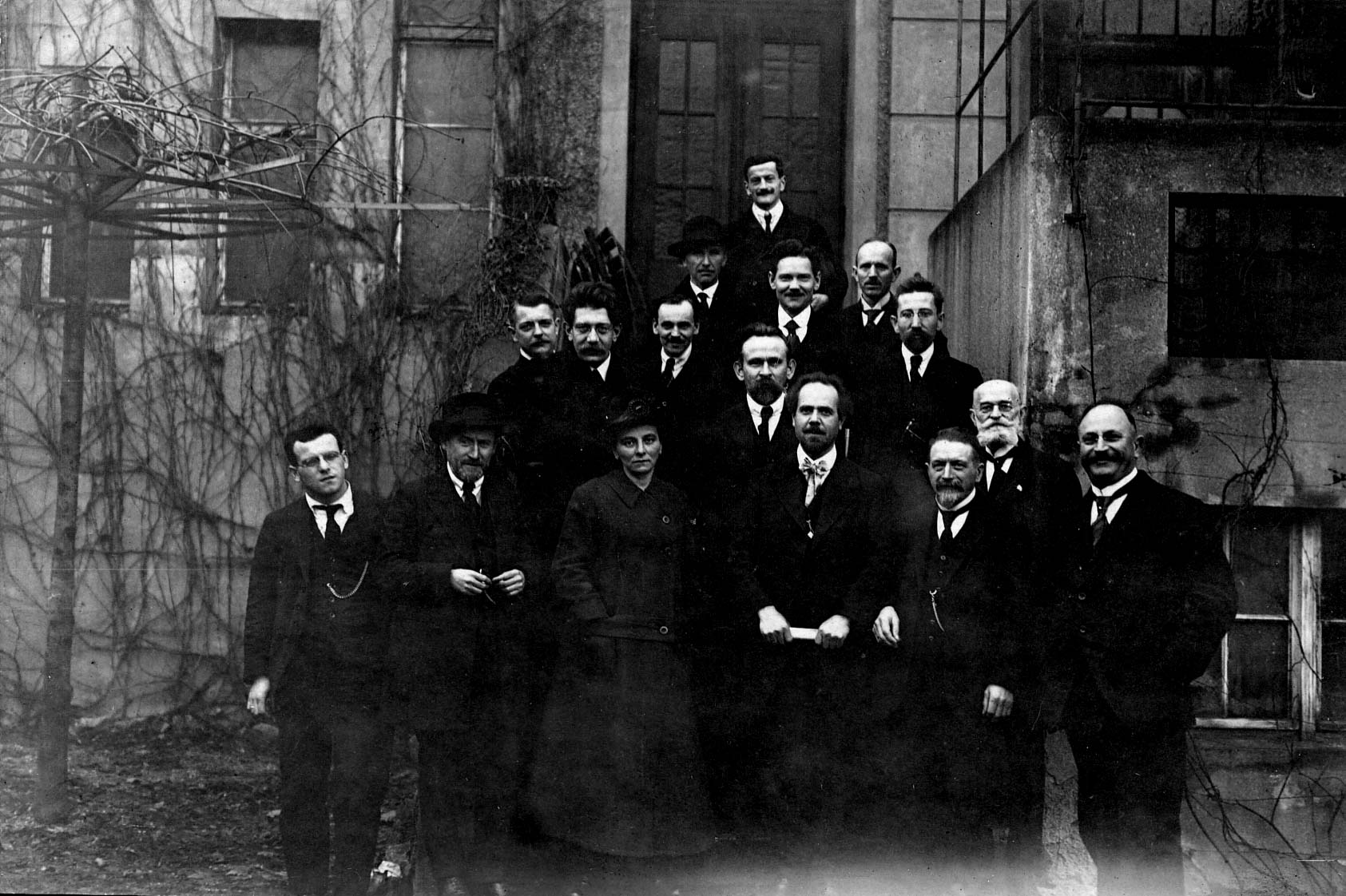
سران حزب در حاشیه کنگره حزبی در لایپزیگ در دسامبر ۱۹۱۹

حزب سوسیال دموکرات مستقل آلمان (آلمانی: Unabhängige Sozialdemokratische Partei Deutschlands , USPD) یک حزب سیاسی در آلمان در زمان امپراتوری آلمان و جمهوری وایمار بود. این سازمان در سال ۱۹۱۷ در نتیجه انشعاب اعضای جناح چپ و ضد جنگ حزب سوسیال دموکرات آلمان (SPD) ایجاد شد. این حزب در سال ۱۹۳۱ از طریق ادغام با حزب کارگران سوسیالیست آلمان (SAPD) به کار خود پایان داد.

## تاریخچه سازمانی

### تشکیل
در روز ۲۱ دسامبر ۱۹۱۵، چند عضو حزب سوسیال دموکرات آلمان در رایشستاگ، پارلمان آلمان، به بودجه بیشتر برای تأمین مالی جنگ جهانی اول رأی دادند، این اتفاقی بود که بر تنش‌های موجود بین رهبری حزب سوسیال دموکرات از یک سو و از سوی دیگر صلح طلبان و اعضای ضدجنگ پیرو هوگو هازه افزود و در نهایت منجر به خارج شدن اعضای جناح چپ از حزب سوسیال دموکرات آلمان در روز ۲۴ مارس ۱۹۱۶ شد.
این گروه برای ادامه کار پارلمانی خود، گروه کاری سوسیال دموکرات (Sozialdemokratische Arbeitsgemeinschaft , SAG) را تشکیل داد. نگرانی کادر رهبری حزب سوسیال دموکرات و شخص و فردریش ابرت مبنی بر اینکه گروه کاری سوسیال دموکرات قصد انشعاب در حزبش را دارد، منجر به اخراج اعضای آن از حزب سوسیال دموکرات در روز ۱۸ ژانویه ۱۹۱۷ شد. بعد از سه ماه در ۶ آوریل ۱۹۱۷، حزب سوسیال دموکرات مستقل آلمان در کنفرانسی در گوتا تأسیس شد و در این کنفرانس هوگو هازه به عنوان اولین رئیس حزب انتخاب شد. لیگ اسپارتاکوس نیز در حزب تازه تأسیس ادغام شد، اما استقلال نسبی را حفظ کرد. برای جلوگیری از سردرگمی، از آن پس حزب سوسیال دموکرات با رهبری فریدریش ابرت با نام حزب اکثریت سوسیال دموکرات آلمان (Mehrheits-SPD یا MSPD، اکثریت-SPD) نامیده می‌شد. لوئیز زیتز یکی از اصلی‌ترین عوامل تحریک حزب برای انشعاب در سال ۱۹۱۷ بود. او بعدها به رهبر جنبش زنان در حزب سوسیال دموکرات مستقل آلمان تبدیل شد.
به دنبال اعتصاب‌های عمومی ژانویه ۱۹۱۸ که اعتصاب‌کنندگان خواستار پایان جنگ و تهیه اقلام غذایی مورد نیاز مردم شده بودند، تعداد اعضای حزب سوسیال دموکرات مستقل به سرعت افزایش پیدا کرد و به حدود ۱۲۰ هزار نفر رسید. این اعتصاب توسط حزب سازماندهی شده بود. علی‌رغم اینکه اعضای حزب سوسیال دموکرات مستقل از حزب اکثریت سوسیال دموکرات به دلیل عضویت در دولت جمهوری تازه تأسیس آلمان انتقادات تند و تیزی می‌کردند، با شروع انقلاب آلمان با دولت به تفاهم رسیدند و حتی در قالب شورای امور نمایندگان خلق Rat der Volksbeauftragten که در ۱۰ نوامبر ۱۹۱۸ تشکیل شد به عضویت دولت درآمدند و متعاقب آن دولت آلمان در دوره انقلاب به‌طور مشترک توسط هازه و ابرت اداره می‌شد.
با این حال، این توافقنامه مدت زیادی دوام نداشت؛ زیرا اعضای حزب سوسیال دموکرات مستقل در روز ۲۹ دسامبر ۱۹۱۸ در اعتراض به سرکوب تظاهرکننده‌های برلین در ۲۳ نوامبر همان‌سال از دولت خارج شدند. در همان زمان، لیگ اسپارتاکوس، به رهبری رزا لوکزامبورگ و کارل لیبکنشت، مجدداً از حزب سوسیال دموکرات مستقل جدا شد تا با ائتلاف با دیگر گروه‌های چپ‌گرا حزب کمونیست آلمان (Kommunistische Partei Deutschlands KPD) را تشکل دهند.

### توسعه
در جریان انتخابات مجلس ملی در ۱۹ ژانویه ۱۹۱۹ که حزب سوسیال دموکرات آلمان با ۳۷٫۹٪ آرا به عنوان قوی‌ترین حزب ظاهر شد، حزب سوسیال دموکرات مستقل فقط موفق به جذب ۷٫۶٪ شد. با این وجود، حمایت جدی حزب از معرفی سیستم شوراها (Räterepublik) به جای دموکراسی پارلمانی، بسیاری از اعضای سابق حزب سوسیال دموکرات را به سوی این حزب جذب کرد و در بهار ۱۹۲۰ تعداد اعضای حزب به بیش از ۷۵۰٬۰۰۰ عضو افزایش یافت و توانست در انتخابات رایشستاگ ۶ ژوئیه ۱۹۲۰ درصد آرای حزب را به ۱۷٫۹ برساند و تبدیل به دومین حزب بزرگ در آلمان بعد از حزب سوسیال دموکرات شود که ۲۱/۷٪ از آرا را به خود اختصاص داده بود. در آن دوره، SPD برای مدت کوتاهی روزنامه ای به نام Arbeiterpost را منتشر کرد.

### بحث در مورد پیوستن به انترناسیونال کمونیست

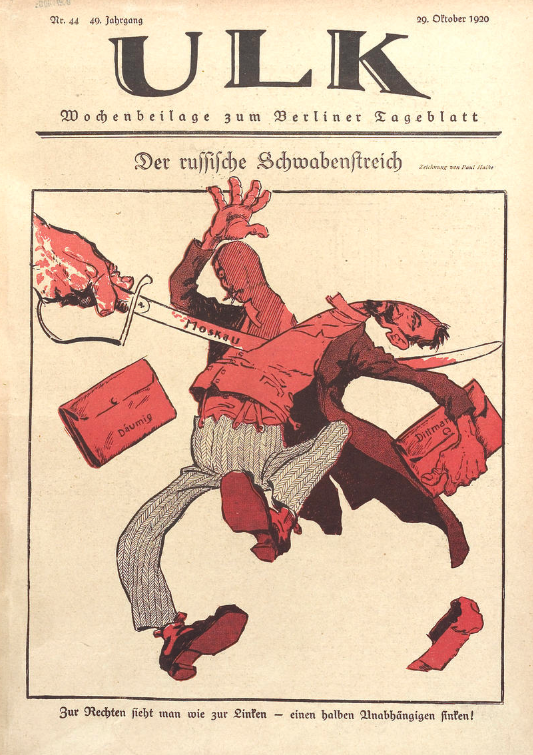
جلد مجله طنز Ulk با تصویرگری از پل هالکه که شکاف در USPD را به تصویر می‌کشد

در سال ۱۹۲۰، چهار نماینده از حزب سوسیال دموکرات مستقل (ارنست دویمیگ، آرتور کریسپین، والتر استوکر و ویلهلم دیتمن) در دومین کنگره جهانی کمینترن شرکت کردند تا در مورد شرکت در کمینترن بحث کنند. در حالی که دویمیگ و استوکر با ۲۱ شرط ورود به کمینترن موافق بودند، کریسپین و دیتمن با آنها مخالفت کردند که منجر به بحث و جدال در حزب پیرامون پیوستن به کمینترن شد. بسیاری از اعضا احساس می‌کردند که شروط لازم برای پیوستن به کمینترن به معنی از دست دادن استقلال حزب است و به وابستگی نسبی آن به مسکو منجر می‌شود، در حالی که برخی دیگر، به ویژه اعضای جوان تر مانند ارنست تالمن، استدلال می‌کردند که پیوستن کمینترن تنها راهی‌ست که به حزب اجازه می‌دهد تا آرمان‌های سوسیالیستی خود را به اجرا درآورد.
سرانجام، پیشنهاد عضویت در کمینترن در نشست حزبی اکتبر ۱۹۲۰ در هاله با ۲۳۷ رأی موافق در برابر ۱۵۶ رأی موافق با سخنرانی شخصیت‌های مختلف بین‌المللی از جمله ژولیس مارتوف، ژان لونگو و گریگوری زینوویف تصویب شد. بعد از این جلسه در حزب سوسیال دموکرات مستقل بین طرفداران و مخالفان پیوستن به کمینترن اختلاف به‌وجود آمد. در ۴ دسامبر ۱۹۲۰، جناح چپ حزب سوسیال دموکرات مستقل با حدود ۴۰۰٬۰۰۰ عضو در حزب کمونیست آلمان ادغام شد و حزب کمونیست متحد آلمان (Vereinigte Kommunistische Partei Deutschlands , VKPD) را تشکیل داد در حالی سایز اعضای حزب، با حدود ۳۴۰٬۰۰۰ عضو و حدود ۶۰ عضو از ۸۱ عضو حزب در رایشستاگ، با نام سابق به کار خود ادامه دادند. آنها به رهبری گئورگ لدبور و آرتور کریسپین طرفدار دموکراسی پارلمانی بودند.

### ادغام
با گذشت زمان، اختلافات سیاسی بین حزب سوسیال دموکرات و حزب سوسیال دموکرات مستقل کاهش یافت و به دنبال ترور وزیر امور خارجه والتر راتناو توسط تندروهای راست‌گرا در ژوئن ۱۹۲۲، جناح‌های دو حزب در رایشستاگ در ۱۴ ژوئیه ۱۹۲۲ یک گروه کاری مشترک تشکیل دادند. دو ماه بعد در ۲۴ سپتامبر این دو حزب پس از کنوانسیون مشترک حزبی در نورنبرگ، نام حزب متحد سوسیال دموکرات آلمان (Vereinigte Sozialdemokratische Partei Deutschlands , VSPD) را به تصویب رساندند. در سال ۱۹۲۴ این دو حزب مجدداً با نام سابق خود یعنی حزب سوسیال دموکرات آلمان به کار خود ادامه داد.
حزب سوسیال دموکرات مستقل در این مقطع به کار خود پایان نداد و توسط گئورگ لدبور و تئودور لیبکنشت که از همکاری با حزب سوسیال دموکرات خرسند نبودند ادامه یافت، اگرچه فعالیت این حزب تداوم چندانی نداشت و سرانجام در سال ۱۹۳۱ به حزب کارگران سوسیالیست آلمان (Sozialistische Arbeiterpartei Deutschland , SAPD) ملحق شد.